# Echium sabulicola
Echium sabulicola ist eine Pflanzenart aus der Gattung der Natternköpfe (Echium) in der Familie der Raublattgewächse (Boraginaceae).

## Beschreibung
Echium sabulicola ist eine borstig behaarte, niederliegend, aufstrebend oder aufrecht wachsende, zweijährige oder mehrjährige Pflanze, die einige bis mehrere blütentragende Stängel ausbildet. Sie erreicht Wuchshöhen von 15 bis 50 cm. Die Grundblätter sind eiförmig bis umgekehrt eiförmig, die Stängelblätter sind umgekehrt lanzettlich bis spatelförmig, an der Basis sind sie spitz zulaufend und kaum gestielt. Die Blätter sind mehr oder weniger dicht mit weißen, anliegenden oder abstehenden Borsten behaart.
Die Blütenstände sind mehr oder weniger verzweigt und locker rispenartig. Der Kelch ist zur Blütezeit 6 bis 10 mm lang und verlängert sich zur Fruchtreife auf bis zu 16 mm. Er ist dicht weißlich beborstet. Die Krone ist 12 bis 22 mm lang, trichterförmig und dunkelblau oder rosa- bis bläulich-purpurn gefärbt. Meist ein bis zwei Staubblätter stehen aus der Krone heraus, die Staubfäden sind gelegentlich spärlich behaart.
Die Chromosomenzahl beträgt 2n = 16.

## Vorkommen und Standorte
Die Art kommt in der westlichen Mittelmeerregion vor und wächst an Straßenrändern, Feldern und sandigen Standorten in Meeresnähe. Sie kommt vor in Marokko, Algerien, Tunesien, Libyen, Spanien, den Balearen, Frankreich, Italien, Sardinien und Korsika, Sizilien und Griechenland.

## Systematik
Man kann drei Unterarten unterscheiden:
- Echium sabulicola subsp. sabulicola
- Echium sabulicola subsp. decipiens (Pomel) Klotz: Sie kommt vor in Marokko, Algerien, Tunesien, Spanien, den Balearen, Frankreich, Italien, Korsika, Sardinien und in Sizilien.[2]
- Echium sabulicola subsp. rifeum (Pau) Valdés: Sie kommt nur in Marokko vor.[2]